# Elecciones al Senado de Argentina de 1919
Las Elecciones al Senado de la Nación Argentina de 1919 fueron realizadas a lo largo del mencionado año por las Legislaturas de las respectivas provincias para renovar 10 de las 30 bancas del Senado de la Nación. En la Capital Federal el senador fue electo mediante el sistema indirecto de votación, donde se eligieron a 44 electores que luego se reunirián en el Colegio Electoral y proclamarían al senador electo.

## Cargos a elegir
| Provincia           | Senado    | Senado    |
| Provincia           | Senadores | A renovar |
| ------------------- | --------- | --------- |
| Buenos Aires        | 2         | 1         |
| Capital Federal     | 2         | 1         |
| Catamarca           | 2         | 1         |
| Córdoba             | 2         | 1         |
| Corrientes          | 2         | —         |
| Entre Ríos          | 2         | —         |
| Jujuy               | 2         | —         |
| La Rioja            | 2         | —         |
| Mendoza             | 2         | 1         |
| Salta               | 2         | —         |
| San Juan            | 2         | —         |
| San Luis            | 2         | 2         |
| Santa Fe            | 2         | 1         |
| Santiago del Estero | 2         | 1         |
| Tucumán             | 2         | 1         |
| Total               | 30        | 10        |

## Resultados
| Partido | Partido                   | Bancas |
| ------- | ------------------------- | ------ |
|         | Unión Cívica Radical      | 7/10   |
|         | Partido Demócrata Liberal | 2/10   |
|         | Concentración Popular     | 1/10   |

## Resultados por provincia
| Provincia           | Senador electo                  | Partido | Partido                   |
| ------------------- | ------------------------------- | ------- | ------------------------- |
| Buenos Aires        | Fernando Saguier                |         | Unión Cívica Radical      |
| Capital Federal     | Vicente Gallo                   |         | Unión Cívica Radical      |
| Catamarca           | Segundo B. Gallo                |         | Unión Cívica Radical      |
| Córdoba             | Pedro Larlús                    |         | Unión Cívica Radical      |
| Mendoza             | Jorge Céspedes                  |         | Unión Cívica Radical      |
| San Luis            | Epifanio Mora Olmedo            |         | Partido Demócrata Liberal |
| San Luis            | Adolfo Rodríguez Saá "El Pampa" |         | Partido Demócrata Liberal |
| Santa Fe            | Ricardo Caballero               |         | Unión Cívica Radical      |
| Santiago del Estero | Pedro Llanos                    |         | Concentración Popular     |
| Tucumán             | Alberto Aybar Augier            |         | Unión Cívica Radical      |

1. ↑  Renunció a su cargo en 1923 para ser Ministro del Interior, lo reemplaza Juan B. Justo (PS) el 30 de mayo de 1924. Juan B. Justo falleció el 8 de enero de 1928, no fue reemplazado.
2. ↑  Desde el 19 de diciembre de 1922.
3. ↑  Desde el 26 de junio de 1922.
4. 1 2  Desde el 17 de marzo de 1923.
5. ↑  Desde el 3 de julio de 1919.
6. ↑  Desde el 12 de abril de 1921.

### Capital Federal
Elección el 23 de marzo de 1919.
|  | 37,49 % |

|  | 35,45 % |

|  | 27,06 % |

|  | 87,69 % |

|  | 0,76 % |

|  | 11,55 % |

|  | 100 % |

|  | 73,08 % |